# Nuria Brancaccio
Nuria Brancaccio, née le 24 juin 2000 à Torre del Greco, en Italie, est une joueuse italienne de tennis.

## Carrière professionnelle
En juin 2022, elle obtient la médaille d'argent dans l'épreuve de tennis féminin des Jeux méditerranéens de 2022.
Le 11 septembre 2022, elle accède à sa première finale WTA 125 au tournoi de Bari.
En septembre 2024, elle remporte son 1er tournoi WTA 125 en double à Ljubljana.

## Palmarès

### Finale en simple en WTA 125
| No | Date       | Nom et lieu du tournoi  | Catégorie | Dotation  | Surface      | Vainqueure    | Score    |          |
| -- | ---------- | ----------------------- | --------- | --------- | ------------ | ------------- | -------- | -------- |
| 1  | 05-09-2022 | Open delle Puglie, Bari | WTA 125   | 115 000 $ | Terre (ext.) | Julia Grabher | 6-4, 6-2 | Parcours |

### Titres en double en WTA 125
| No | Date       | Nom et lieu du tournoi                   | Catégorie | Dotation  | Surface      | Partenaire          | Finalistes                        | Score            |          |
| -- | ---------- | ---------------------------------------- | --------- | --------- | ------------ | ------------------- | --------------------------------- | ---------------- | -------- |
| 1  | 09-09-2024 | Zavarovalnica Sava Ljubljana Ljubljana   | WTA 125   | 115 000 $ | Terre (ext.) | Leyre Romero Gormaz | Lina Gjorcheska Jil Teichmann     | 5-7, 7-5, [10-7] | Parcours |
| 2  | 28-10-2024 | Bolivia Open Santa Cruz                  | WTA 125   | 115 000 $ | Terre (ext.) | Leyre Romero Gormaz | Aliona Bolsova Valeriya Strakhova | 6-4, 6-4         | Parcours |
| 3  | 18-11-2024 | Fifth Third Charleston 125 II Charleston | WTA 125   | 115 000 $ | Terre (ext.) | Leyre Romero Gormaz | Kayla Cross Liv Hovde             | 7-66, 6-2        | Parcours |

## Parcours en Grand Chelem

### En simple dames
| Année | Open d'Australie | Open d'Australie | Internationaux de France | Internationaux de France | Wimbledon | Wimbledon             | US Open | US Open         |
| ----- | ---------------- | ---------------- | ------------------------ | ------------------------ | --------- | --------------------- | ------- | --------------- |
| 2023  | —                | —                | Q1                       | Katie Boulter            | Q1        | Katherine Sebov       | Q1      | Laura Siegemund |
| 2024  | Q1               | Harriet Dart     | —                        | —                        | —         | —                     | —       | —               |
| 2025  | Q1               | Tamara Korpatsch | Q2                       | Veronika Erjavec         | Q1        | V. Jiménez Kasintseva | Q1      | Priscilla Hon   |

N.B. : à droite du résultat se trouve le nom de l'ultime adversaire.

### En double dames
N'a jamais participé à un tableau final.

## Parcours en WTA 1000
Les tournois WTA « Premier Mandatory » et « Premier 5 » (entre 2009 et 2020) et WTA 1000 (à partir de 2021) constituent les catégories d'épreuves les plus prestigieuses, après les quatre levées du Grand Chelem. 

De 2009 à 2023, les tournois Premier Mandatory (dits tournois WTA 1000 obligatoires entre 2021 et 2023) regroupent Indian Wells, Miami, Madrid et Pékin, les autres constituant les tournois Premier 5 (tournois WTA 1000 non-obligatoires). À partir de 2024, le nombre de tournois WTA 1000 passe à 10 par saison (fin de l’alternance Doha / Dubaï), ces derniers devenant tous obligatoires et offrant tous 1000 points à la vainqueure (contre 900 points précédemment pour les tournois Premier 5).

### En simple dames
| Année |       |              |       |        |      |        |                              |       |             |       |  |  |
| Doha  | Dubaï | Indian Wells | Miami | Madrid | Rome | Canada | Cincinnati                   | Pékin |             | Wuhan |  |  |
| Doha  | Dubaï | Indian Wells | Miami | Madrid | Rome | Canada | Cincinnati                   | Pékin | Guadalajara |       |  |  |
| Doha  | Dubaï | Indian Wells | Miami | Madrid | Rome | Canada | Cincinnati                   | Pékin |             |       |  |  |
| 2023  |       | WTA 500      |       |        |      |        | 1er tour (1/64) J. Grabher   |       |             |       |  |  |
| 2024  |       |              |       |        |      |        | 1er tour (1/64) K. Siniaková |       |             |       |  |  |
| 2025  |       |              |       |        |      |        | 1er tour (1/64) P. Stearns   |       |             |       |  |  |

Sous le résultat, l’ultime adversaire.
1. 1 2   Les tournois de Doha et Dubaï alternent le statut de tournoi WTA 1000 (ex Premier 5) entre 2009 et 2023 : les trois premières éditions ont lieu à Dubaï, les trois suivantes à Doha, puis Dubaï accueille le tournoi de cette catégorie les années impaires et Dubaï les années paires. De 2011 à 2023, la ville qui n’accueille pas de WTA 1000 organise à la place un tournoi WTA 500 (ex Premier).
2. 1 2 3 4 5 6 7   L’ordre de déroulement des tournois a évolué depuis 2009 : Rome se dispute avant Madrid et Cincinnati avant Montréal/Toronto jusqu’en 2010, tandis que Tokyo (2009-2013)-Wuhan (2014-2019, 2024-)-Guadalajara (2022-2023) ont lieu avant Pékin jusqu’en 2023.

## Classements WTA en fin de saison
| Année          | 2018 | 2019 | 2020 | 2021 | 2022 | 2023 | 2024 |
| Rang en simple | 893  | 851  | 780  | 429  | 267  | 209  | 211  |
| Rang en double | 991  | 571  | 540  | 446  | 279  | 352  | 193  |

Source : (en) Classements de Nuria Brancaccio sur le site officiel de la Fédération internationale de tennis